# Reto Stutz
Reto Stutz (* 14. Juni 1977 in Berneck) ist ein ehemaliger Schweizer Triathlet. Er wird in der Bestenliste Schweizer Triathleten auf der Ironman-Distanz geführt.

## Werdegang
Reto Stutz war in seiner Jugend als Kanufahrer aktiv.
Er konnte sich 2010 beim Ironman Switzerland (3,86 km Schwimmen, 180,2 km Radfahren und 42,195 km Laufen) erstmals für einen Startplatz beim Ironman Hawaii qualifizieren. 
Im Juli 2012 belegte er in Zürich als schnellster Amateur den zehnten Platz und konnte sich erneut für die Ironman World Championships auf Hawaii qualifizieren.

Im August belegte er in Österreich beim Trans Vorarlberg Triathlon (1,2 km Schwimmen, 102 km Radfahren und 12 km Laufen) mit Start am Bodensee als Schnellster auf der Radstrecke den zweiten Platz.
Er startete seit 2013 als Profi-Triathlet und bei den Ironman European Championships in Frankfurt am Main belegte er im Juli 2013 nach 8:47:43 h in neuer persönlicher Bestzeit als bester Schweizer den 30. Rang.
Seit 2014 tritt Reto Stutz nicht mehr international in Erscheinung. Der gelernte Elektroingenieur lebt mit seiner Frau  in Berneck.

## Sportliche Erfolge
| Datum/Jahr    | Rang | Wettbewerb                 | Austragungsort  | Zeit       | Bemerkung |
| ------------- | ---- | -------------------------- | --------------- | ---------- | --- |
| 11. Aug. 2013 | 21   | Ironman 70.3 Germany       | Wiesbaden       | 04:21:27   | bei der Ironman 70.3 European Championship                                                                           |
| 26. Mai 2013  | 7    | Ironman 70.3 Austria       | St. Pölten      | 03:35:30   | Das Rennen musste witterungsbedingt ohne die Schwimmdistanz ausgetragen werden (90 km Radfahren und 21,1 km Laufen). |
| 26. Aug. 2012 | 2    | Trans Vorarlberg Triathlon | Bregenz         | 04:07:39   | als Schnellster auf der Radstrecke in 2:55:37 Stunden (1,2 km Schwimmen, 102 km Radfahren und 12 km Laufen)          |
| 19. Aug. 2012 | 3    | Rhyathlon                  | Balgach         | 01:14:12,5 | Rheintal-Triathlon                                                                                                   |
| 3. Juni 2012  | 16   | Ironman 70.3 Switzerland   | Rapperswil-Jona | 03:44:13   | |
| 23. Juli 2011 | 3    | Allgäu Triathlon           | Immenstadt      |            | Dritter beim Allgäu-Classic                                                                                          |
| 15. Aug. 2010 | 4    | Rhyathlon                  | Balgach         | 01:07:15   | |
| 6. Juni 2010  | 31   | Ironman 70.3 Switzerland   | Rapperswil-Jona | 04:26:17   | |
| 7. Juni 2009  | 46   | Ironman 70.3 Switzerland   | Rapperswil-Jona | 04:26:51   | |
| 17. Aug. 2008 | 5    | Rhyathlon                  | Balgach         | 01:11:03   | Rheintal-Triathlon                                                                                                   |
| 3. Juni 2007  | 111  | Ironman 70.3 Switzerland   | Rapperswil-Jona | 04:31:12   | |

| Datum/Jahr    | Rang | Wettbewerb          | Austragungsort | Zeit     | Bemerkung |
| ------------- | ---- | ------------------- | -------------- | -------- | --- |
| 27. Juli 2014 | 10   | Ironman Switzerland | Zürich         | 09:02:00 | |
| 7. Juli 2013  | 30   | Ironman Germany     | Frankfurt      | 08:47:43 | Ironman European Championship – persönliche Bestzeit                                                               |
| 23. Juni 2013 | 8    | Ironman France      | Nizza          | 09:00:13 | |
| 14. Juli 2012 | 10   | Ironman Switzerland | Zürich         | 09:00:52 | Als schnellster Amateur konnte Stutz sich nach 2010 erneut für einen Startplatz beim Ironman Hawaii qualifizieren. |
| 10. Okt. 2010 | 294  | Ironman Hawaii      | Hawaii         | 09:46:33 | Ironman World Championship                                                                                         |
| 27. Juli 2010 | 29   | Ironman Switzerland | Zürich         | 09:08:43 | Als Sechster in der Altersklasse M30 konnte sich Stutz für einen Startplatz beim Ironman Hawaii qualifizieren.     |

| Datum/Jahr    | Rang | Wettbewerb                           | Austragungsort | Zeit     | Bemerkung |
| ------------- | ---- | ------------------------------------ | -------------- | -------- | --------- |
| 29. März 2008 |      | Schweizer Meisterschaft Halbmarathon | Zürich         | 01:30:54 | [ 6 ]     |
| 3. Apr. 2005  |      | Zürich-Marathon                      | Zürich         | 03:16:00 |           |

(DNF – Did Not Finish)